# ISO 639
ISO 639 là hệ thống tiêu chuẩn quốc tế về mã của các tên ngôn ngữ. ISO 639 gồm các phần khác nhau, trong đó bốn phần đã được thông qua (phần 1, 2, 3 và 5). Các phần khác đang được phát triển. Ví dụ, mã của tiếng Việt theo ISO 639-1 là vi, theo ISO 639-2 và ISO 639-3 là vie.
| Chuẩn          | Tên                                                                             | Bản đầu tiên                             | Hiện tại   | Số lượng trong danh sách |
| -------------- | ------------------------------------------------------------------------------- | ---------------------------------------- | ---------- | ------------------------ |
| ISO 639-1      | Part 1: Alpha-2 code                                                            | 1967 (với tên gốc ISO 639)               | 2002       | 184                      |
| ISO 639-2      | Part 2: Alpha-3 code                                                            | 1998                                     | 1998       | >450                     |
| ISO 639-3      | Part 3: Alpha-3 code for comprehensive coverage of languages                    | 2007                                     | 2007       | 7704 + loại địa phương   |
| ISO/DIS 639-4  | Part 4: Implementation guidelines and general principles for language coding    | Tính đến tháng 7 năm 2009 in DIS stage)  | -          | -                        |
| ISO 639-5      | Part 5: Alpha-3 code for language families and groups                           | 2008-05-15                               | 2008-05-15 | 114                      |
| ISO/FDIS 639-6 | Part 6: Alpha-4 representation for comprehensive coverage of language variation | Tính đến tháng 7 năm 2009 in FDIS stage) | -          | ?                        |